# Матилда I
Матилда I (А11) е британски пехотен танк произвеждан и използван през Втората световна война. Не трябва да се бърка с по-късния танк Матилда Мк II (А12), който го заменя, когато е снет от служба. Те са с напълно различен дизайн и нямат общи компоненти, но носят характерните черти на пехотните танкове. При тях се жертва скоростта и огневата мощ за по-добра бронезащита.

## История на разработката
През 1935 г. Викерс-Армстронг ООД започва разработката на нов танк. В резултат на това е създадена малка двуместна машина с нисък корпус и малък лят купол, който разполага само с едно оръжие, тежка картечница Викерс. Матилда I използва много налични части от други машини: двигател Форд V8, скоростна кутия Фордсон, управление подобно на това използвано при леките танкове Викерс, адаптирано окачване на артилерийски влекач Мк IV Дракон (базирано на Викерс Мк Е).
Въпреки че корпусът и купола са добре защитени срещу противотанковите оръжия от този период, веригите и задвижването са напълно открити и уязвими, за разлика от танкове със защитени вериги.
Картечницита е британската .303 или с калибър .50.
Генерал Хю Елес, главен генерал от артилерията, наблюдаващ развитието на машината, коментира че се клати като патка. От там идва и названието, по името на популярната по това време анимационна патица Матилда.

## История на производството
Първата поръчка за 60 танка Матилда е подадена през април 1937 г. и се произвежда до август 1940 г. Произведени са 140 машини, някои от тях са въоръжени с по-тежката .50 инчова картечница Викерс вместо с .303 инчовата. Въоръжаването на такъв танк с картечница показва, че в този период британците нямат ясна танкова доктрина, нещо характерно за това време.

## Бойна история
Танковете Матилда I (55) и Матилда II участват в боевете във Франция, като част от британската 1-ва армейска танкова бригада от британския експедиционен корпус. През май 1940 г. участват в защитата и контраатаката при Арас. Създават временни проблеми на германската 7-а танкова дивизия, командвана от Ервин Ромел.
Когато експедиционният корпус се завръща в Англия, почти цялата налична бронетанкова техника е изоставена. Танковете Матилда Мк I останали в намиращи се там са снети от бойна служба и са отделени за тренировъчни машини.